# Trinity Church (New York)
Trinity Church (lett. "chiesa della Trinità") è una chiesa di confessione episcopale (ossia la Chiesa anglicana americana, autonoma dopo la rivoluzione) situata all'incrocio tra Wall Street e Broadway nel distretto finanziario a sud Manhattan, a New York.

## Storia
Nel 1696, il sindaco di New York, Benjamin Fletcher approva l'acquisizione di un terreno per la comunità Anglicana per la costruzione di una nuova chiesa. Il 6 maggio 1697 viene stipulato il contratto di concessione del terreno specificato tramite un piccolo canone annuo a favore della corona inglese di Guglielmo III d'Inghilterra. In ricordo di tale fatto, un simbolico canone d'affitto fu "offerto" alla Regina Elisabetta II d'Inghilterra durante il suo viaggio a New York, che prevedeva anche una visita alla chiesa, il 9 luglio 1976.
Nel 1754 il contributo di Trinity Church fu fondamentale per la nascita del King's College (divenuto dopo la rivoluzione Columbia College e poi Columbia University), la più antica università dello stato di New York, che ebbe sede in un terreno di sei acri vicino la chiesa e che era affiliato alla Chiesa anglicana.
Nella notte tra il 21 e il 22 settembre 1776, durante il grande incendio di New York, parte della Rivoluzione Americana, la chiesa venne quasi completamente distrutta ad eccezione della cappella di Saint Paul. La cappella è il più antico edificio religioso in utilizzo nella città di New York.
Dal 1765 fino al 1783 Charles Inglis (poi primo vescovo anglicano per i territori d'oltremare, "first overseas Anglican Bishop" con sede dal 1787 a Halifax in Nuova Scozia) fu il parroco della chiesa (che in questo periodo ebbe come fedele George Washington mentre era generale a New York), ma alla fine della guerra d'indipendenza americana gran parte dei fedeli dovettero abbandonare New York per il Canada essendo lealisti alla Corona. 
A sostituire Inglis nel 1784 fu Samuel Provoost, già cappellano dei rivoluzionari del Congresso continentale (e poi primo cappellano ufficiale del Senato degli Stati Uniti d'America), che divenne primo vescovo "episcopale" (anglicano) di New York nel 1787, rafforzando l'importanza della chiesa che fu pro-cattedrale della città; nel 1790 la chiesa venne riedificata e nel 1846 allargata nella sua pianta per le esigenze dei parrocchiani di Lower Manhattan. 
L'attuale Trinity Church è stata riprogettata dall'architetto statunitense Richard Upjohn, che l'ha realizzata in Stile neogotico. La chiesa fa parte della National Historic Landmark, per la sua architettura, ma anche per il suo ruolo nella storia della città di New York. Nella consacrazione della chiesa del primo maggio 1846 (il giorno dell'Ascensione del Signore), il suo campanile d'ispirazione neogotica, sormontata da una croce d'oro dominava la skyline di Manhattan. Il campanile della Trinity Church è stato in passato un faro di benvenuto per le navi che arrivavano nel porto di New York. Infatti, tra il 1846 e il 1888 (quando vennero ultimate le torri della cattedrale cattolica di San Patrizio), la sua guglia, alta 86 metri, fu la costruzione più alta della città e quindi ben visibile anche da lontano. Pregevoli sono anche le porte bronzee realizzate dallo scultore Charles Henry Niehaus nel 1895. 
Nonostante la costruzione di molti grattacieli intorno alla chiesa, la Trinity Church ha conservato gli importanti valori spirituali nel cuore di Manhattan, ed è sempre un luogo di culto e di meditazione per il Cristianesimo americano.

## Cimitero

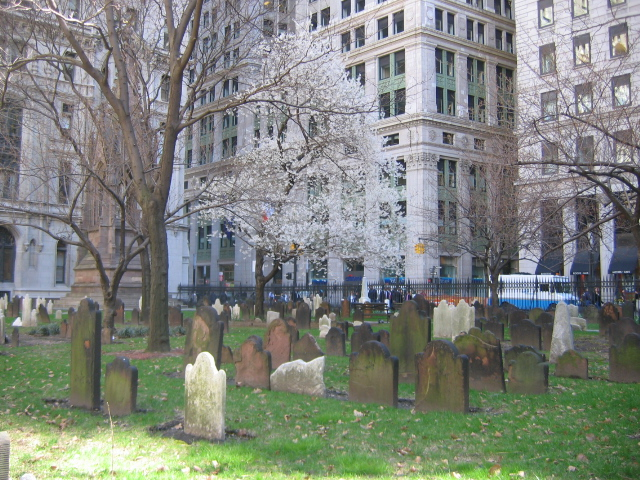
Il cimitero della Trinity Church, l'ultimo ancora in uso a Manhattan

Molte sono le personalità di spicco sepolte nel cimitero circostante la chiesa. Tra questi i Padri fondatori degli Stati Uniti, il primo Segretario al Tesoro della nuova nazione americana Alexander Hamilton e Robert Fulton, l'inventore del battello a vapore.
La colonna Astor nel cimitero, commissionata dall'architetto John Nash, è stata disegnata e scolpita dallo scultore Angelo Lualdi nel 1914.

## Nella cultura di massa
Numerosi i film nei quali la celebre chiesa è usata come ambientazione per delle scene. Nel film Il mistero dei Templari di Jon Turteltaub (2004), il protagonista Benjamin Gates interpretato da Nicolas Cage scopre sotto la chiesa una rete di scale che termina nel trovare il mitico tesoro dei Templari.